# لیگ دسته دوم فوتبال ایران ۵۸-۱۳۵۷
لیگ دسته دوم فوتبال ایران ۵۸-۱۳۵۷ یک دوره از رقابتهای لیگ دسته دوم فوتبال ایران می‌باشد که به علت وقوع انقلاب ۵۷ ناتمام ماند.